# Aegialia arenaria
Aegialia arenaria es una especie de escarabajo del género Aegialia, tribu Aegialiini, familia Scarabaeidae. Fue descrita científicamente por Fabricius en 1787.
Se distribuye por Reino Unido de Gran Bretaña e Irlanda del Norte, Polonia, Francia, Países Bajos, Suecia, Noruega, Portugal, Finlandia, Dinamarca, Alemania, Bélgica, Estonia, Canadá, Federación Rusa, España, Irlanda y Estados Unidos. La especie se mantiene activa durante todos los meses del año.